# Poecilorchestes decoratus
Poecilorchestes decoratus är en spindelart som beskrevs av Simon 1901. Poecilorchestes decoratus ingår i släktet Poecilorchestes och familjen hoppspindlar. Inga underarter finns listade i Catalogue of Life.